# سامية حريش
سامية حريش (بالفرنسية: Samia Hirèche)‏ هي مجذفة جزائرية، من مواليد 26 أغسطس 1976، شاركت في بطولة الفردية للسيدات في دورة الألعاب الأولمبية الصيفية في أتلانتا عام 1996، والألعاب الأولمبية الصيفية لعام 2000 في سيدني. 

## روابط خارجية
- سامية حريش على موقع الاتحاد الدولي للتجديف (الإنجليزية)
- سامية حريش على موقع اللجنة الأولمبية الدولية (الإنجليزية)
- سامية حريش على موقع أوليمبيديا (الإنجليزية)